# Hội chợ St. Dominic

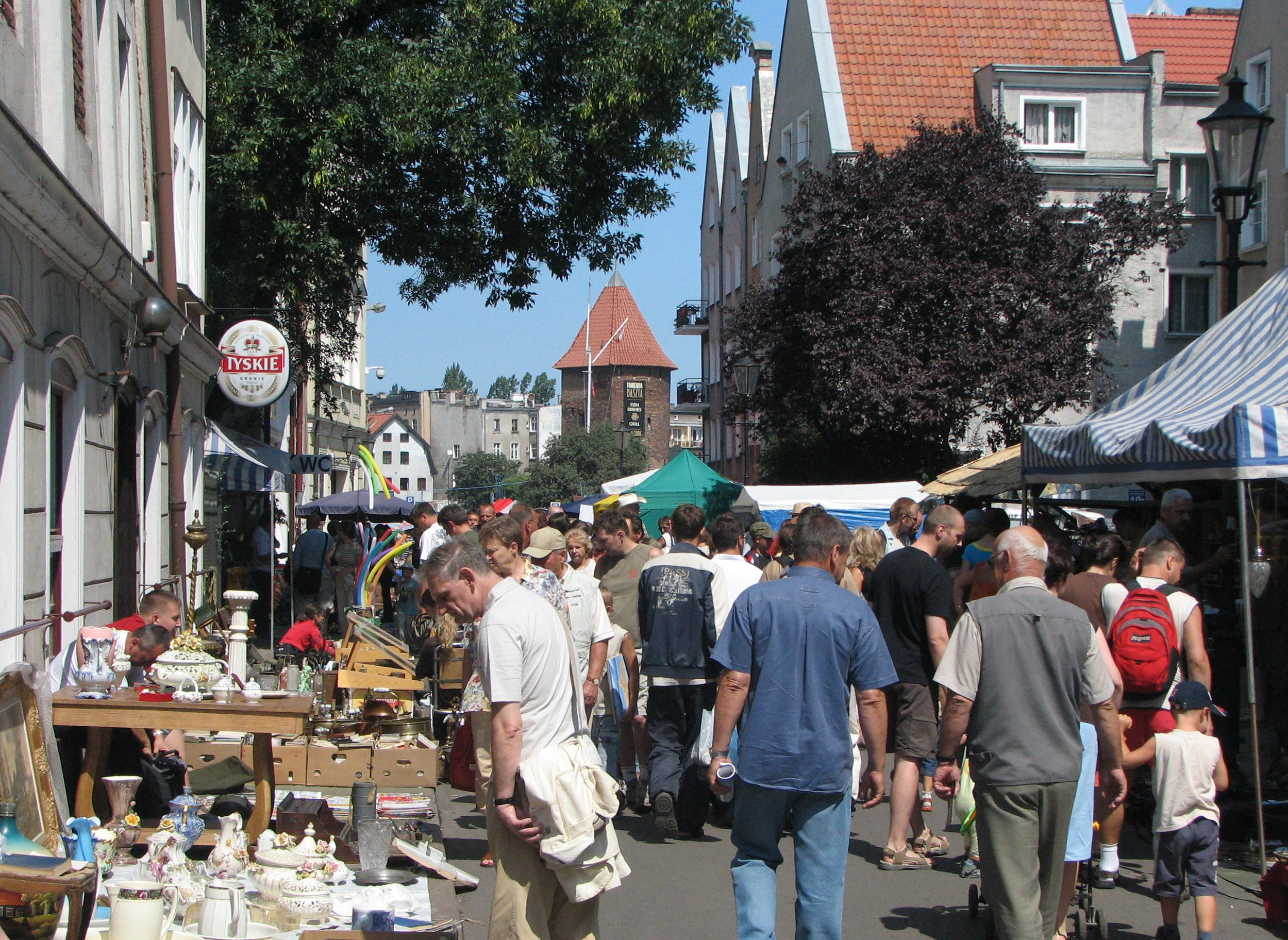
Đường Warzywnicza. Hội chợ St.Dominic, 2006

Hội chợ St. Dominic, cùng với Weihnachtmarkt và Lễ hội tháng mười, là một trong những sự kiện thương mại và văn hóa ngoài trời lớn nhất ở châu Âu, được tổ chức tại Thành phố chính - phần đại diện của Gdańsk, Ba Lan.

## Lịch sử

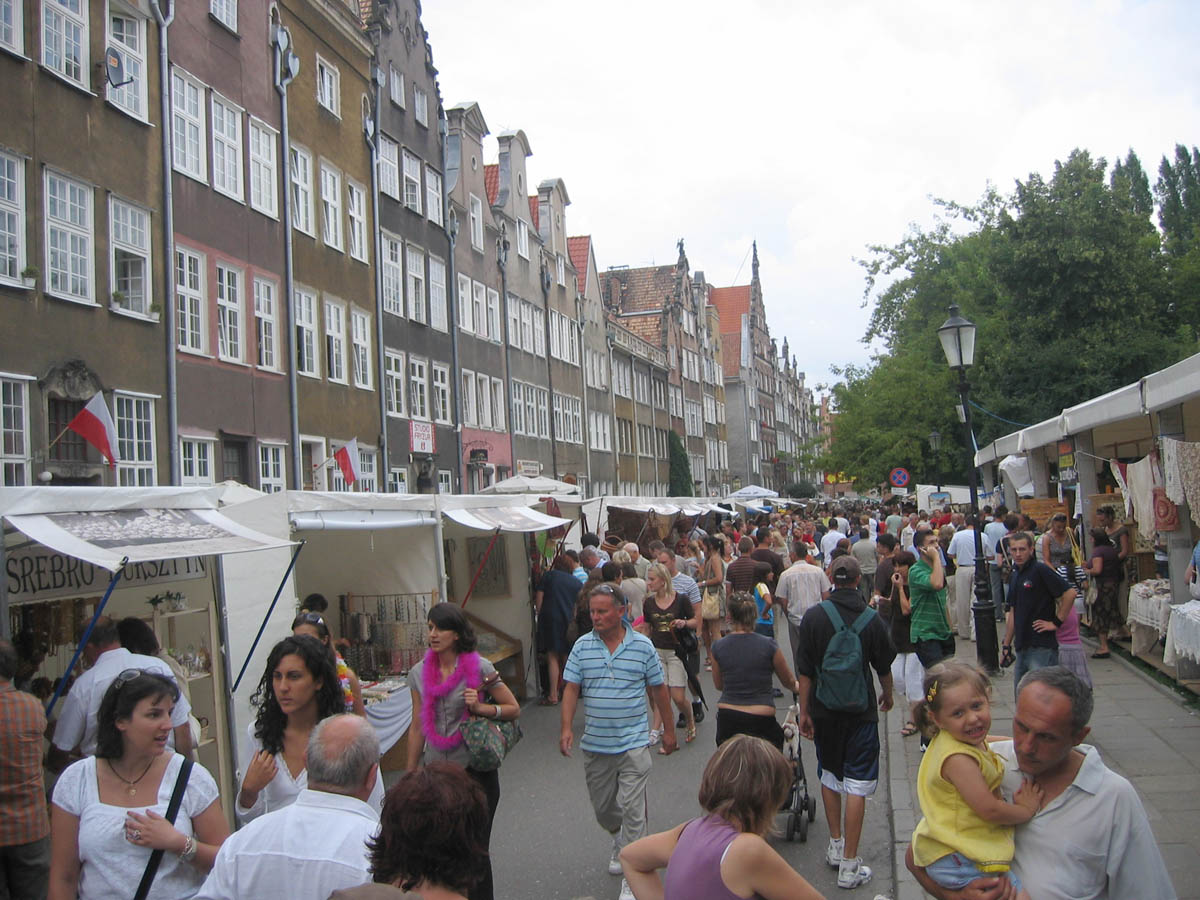
św. Đường Ducha. Hội chợ St. Dominic, 2008

Với 750 năm truyền thống thành công, lịch sử của Hội chợ bắt đầu từ năm 1260, khi nó được thành lập theo sắc lệnh của Giáo hoàng Alexander IV. 

Saint Dominic đã được phong thánh năm 1234 và ngày lễ của ông ngay lập tức được đưa vào Lịch La Mã chung để cử hành vào ngày 5 tháng 8. Với sự ra đời của Lịch Tridentine vào năm 1568, ngày lễ của ông được chuyển đến ngày 4 tháng 8, nơi nó được duy trì cho đến khi lần sửa đổi năm 1969 được chuyển sang ngày 8 tháng 8. Do đó, vào một lúc nào đó trong khoảng thời gian từ năm 1568 đến 1969, nó đã trở thành thông lệ khi tuyên bố khai mạc Hội chợ bằng cách rung chuông vào trưa ngày 4 tháng 8. Ban đầu, tất cả là về những lời cầu nguyện và giải trí, nhưng sau đó Hội chợ bắt đầu hoạt động như một sự kiện thương mại và văn hóa có tầm quan trọng lớn đối với thành phố. Lúc đầu, nó được tổ chức tại Quảng trường Dominic nhưng, khi sự kiện phát triển, nó cần không gian rộng hơn, vì vậy Hội chợ đã được chuyển đến khu vực của đường phố Wały Jagiellońskie và Długa. Ngoài ra, các chợ mới, như Targ Drzewny, Targ Sienny, Targ Węglowy, Targ Wąchany hoặc Targ Rybny đã được thành lập. Tên của chúng có liên quan chặt chẽ với hàng hóa, được bán trên mỗi chợ và trong trường hợp của Długi Targ, tên này được lấy từ hình dạng của nó. Khoảng 400 tàu đã đến cảng Gdańsk cho hội chợ tháng Tám và các giao dịch được tổ chức bằng nhiều ngôn ngữ. Những mặt hàng nổi tiếng bánh gừng Toruń, gốm sứ Kashubia, kính Czech, lông thú phương Đông và thảm, vải Anh, chậu gypsy, Goldwasser (một loại vodka) và hổ phách. Ngoài các thương nhân, trong Hội chợ còn có các nghệ sĩ xiếc, nghệ sĩ tung hứng, nhào lộn và các nhóm kịch.
Hội chợ Thánh Dominic đã trở thành một sự kiện quan trọng đối với thành phố, với sự tham dự của quý ông và thậm chí bởi chính nhà vua. Hội chợ đáng nhớ nhất đối với người dân là năm 1310, khi không có nhà vua Władysław the Elbow-high, Hiệp sĩ Teutonic lần đầu tiên cướp bóc thành phố, giết chết nhiều thương nhân và những người tham gia Hội chợ khác.
Hội chợ St. Dominic đã được tổ chức hàng năm trong nhiều thế kỷ. Tuy nhiên, sự bùng nổ của Chiến tranh thế giới thứ hai đã khiến Hội chợ biến mất khỏi thành phố trong 33 năm. Năm 1972, nhờ những nỗ lực của Wojciech Święcicki, một nhà báo từ một tờ báo buổi tối nổi tiếng của Gdańsk, Cam Wieczór Wybrzeża, truyền thống của Hội chợ đã được khôi phục. Trong những năm 1970, Hội chợ hầu hết được xem là một sự kiện thương mại, cung cấp cơ hội để mua những hàng hóa mong muốn. Trong các buổi trình diễn thời trang đặc biệt - thường được gọi là Trình diễn trực tiếp, các bộ sưu tập thời trang mới nhất của Ba Lan đã được trình bày.

## Hội chợ St. Dominic hôm nay
Trong nhiều năm, kể từ khi tái hoạt động vào năm 1972, Hội chợ St. Dominic đã kéo dài trong 2 tuần. Năm 2004, một quyết định đã được đưa ra để kéo dài tới 3 tuần. Mỗi năm, có khoảng 1000 thương nhân, nghệ sĩ, nghệ nhân và nhà sưu tập tham gia Hội chợ và được trung bình 70.000 người ghé thăm mỗi ngày, số lượng thường tăng gấp đôi vào cuối tuần. Như ban tổ chức tuyên bố, khoảng 5 triệu người đến và đi qua Phố cổ Gdańsk trong mỗi Hội chợ St. Dominic (năm 2007 có tới 8,5 triệu người vẫn còn là một kỷ lục). Các nhân vật đương đại của sự kiện nhớ lại truyền thống vui chơi và thương mại thời trung cổ. Người ta có thể tìm thấy ở đó rất nhiều quầy hàng thực phẩm cung cấp bia lạnh, thịt, khoai tây, xúc xích, và thịt nướng shish nướng trên lưới. Ngoài ra, khách du lịch từ nước ngoài sẽ có cơ hội duy nhất để nếm thử một số món ăn truyền thống của Ba Lan, như ví dụ pierogi (bánh bao), bigos (món hầm làm từ dưa cải bắp và/hoặc bắp cải tươi, thịt và nấm), hoặc bánh mì nông trại với mỡ lợn và rau thì là.
Cũng giống như trước chiến tranh, hội chợ từng là một điểm thu hút lớn trong thời kỳ của thành phố tự do Danzig. Vào năm 1938, hội chợ càng trở nên nổi tiếng hơn khi một con cá sấu dài 2 mét trốn thoát khỏi chuồng thú của nó và nhảy xuống sông Motława. Phải mất khá nhiều thời gian để bắt nó, và việc chạy trốn gây ra cảm giác chung trong những người tham gia. Vì những lý do rõ ràng, hội chợ đã thay đổi hình thức của nó trong suốt những năm đó. Hội trường của những chiếc gương đã biến mất và không ai cắt phụ nữ thành hai mảnh bằng một bàn tay trong các chương trình ảo thuật; tuy nhiên, nó vẫn là một trong những điểm thu hút chính đối với những người tham gia trẻ nhất của Hội chợ St. Dominic.
Số lượng quầy hàng tăng lên mỗi năm và chương trình của Hội chợ được đa dạng hóa bằng nhiều sự kiện văn hóa và giải trí khác nhau. Trên các quầy hàng, có thể tìm thấy các bộ sưu tập hóa tệ và tem, cũng như thủ công mỹ nghệ, đồ trang trí vặt, vải có giá trị và đồ cổ. Tất cả những sản phẩm đó và nhiều sản phẩm khác có thể được mua trên thị trường chợ trời phổ biến. Thật không may, vì nó cũng xuất hiện trong các hội chợ tương tự khác trên thế giới, một số sản phẩm giả cũng được bán. Trong quá khứ, chẳng hạn, có thể mua những bức tranh của Kossak, Witkacy và nhiều họa sĩ nổi tiếng khác. Tuy nhiên, phần lớn các thương nhân và nhà sưu tập là công bằng và đối xử nghiêm túc với du khách. Họ đến không chỉ từ những góc xa nhất của Ba Lan mà còn từ các quốc gia khác, như Litva, Latvia, Đức, Áo, Thụy Điển và những nơi xa xôi như Israel hay Uzbekistan. Tất cả những người bán nước ngoài cung cấp sản phẩm và quà lưu niệm đặc trưng cho văn hóa của họ.

## Kế hoạch của Hội chợ
- Quầy hàng đa chức năng - Szeroka, św. Đường Ducha, Grobla I, Grobla II;
- Đồ thủ công và đồ trang sức - Phố Mariacka, Długie Pobrzeże, Rybackie Pobrzeże, Długi Targ;
- Quà lưu niệm và quầy hàng của các nghệ sĩ - Phố Długa, Długi Targ, Zielony Most;
- Quầy hàng của những nhà sưu tập và người có sở thích - Phố Wartka và Straganiarska, Targ Rybny;
- Quầy hàng ẩm thực - Targ Węglowy, Targ Rybny, Szeroka Streets.

## Chương trình của Hội chợ
- sân khấu ngoài trời,
- lễ hội,
- fête và các buổi hòa nhạc,
- trình diễn pháo hoa và đèn laser,
- diễu hành đường phố,
- buổi hòa nhạc rock,
- buổi hòa nhạc thính phòng và organ,
- các sự kiện và thi đấu thể thao (St. Dominic's Race).